# 紐西蘭政治
紐西蘭是一個議會制民主國家，但沒有正式的成文憲法，其政治體制基本效仿西敏制，即按照慣例而行。紐西蘭王國的国王是查尔斯三世，由英國君主兼任，且僅保留象徵權力；由於他長年不在國內，任命总督作為他在國內的代表，任期一般是五年，責任包括任免總理和其他內閣部長，以及簽署法案等事項。
紐西蘭議會是立法機關，議會實行一院制，故只有眾議院，有120個席位，由總督決定召開和解散時間，但每屆國會任期不多於三年。1996年開始採用單一選區兩票制與聯立制，各政黨依其政黨得票比例分配席位。新西蘭的兩大政黨是新西蘭國家黨和新西蘭工黨，其他政黨有第一黨、綠黨（Green Party）、毛利黨（Maori Party）、聯合未來黨（United Future）、行動黨（Act New Zealand）、麻拿黨（Mana Party）。通常最大政黨無法取得過半數席位，必須聯合小黨组成聯合政府，直至2020年才由工黨打破此局面。
獲國會多數支持的（或多於一個）執政黨會籌組內閣，成員負責掌管各政府部門，即各部門之部長，且往往是議員之一，故握實權（但小部分部長不屬於內閣，並不出席內閣會議，但仍是議員，稱閣外部長，為議會制國家少有制度）；內閣之首是紐西蘭總理，即紐西蘭政府的首腦、簡稱總理，且由獲得紐西蘭議會多數支持的政黨領袖按慣例獲總督任命。內閣成員名單、國會選舉日期、以及其他由總督參與的政治或非政治活動皆由總理建議，再經總督循例接納；而總督的人選和任期，以及册封騎士爵位的人選等事項實際上皆由總理建議，再經君主循例接納。至於副總理往往由單一執政黨副領袖、或聯合政府中較小黨的領袖擔任，往往兼任其他內閣職位，負責在總理外訪、請假（尤其產假）等情況下代理其職務。故即使沒有成文憲法，君主、總督和總理的職權沒有定明，但上述憲政慣例被各方嚴格遵守，紐西蘭仍被視為完全民主的國家。

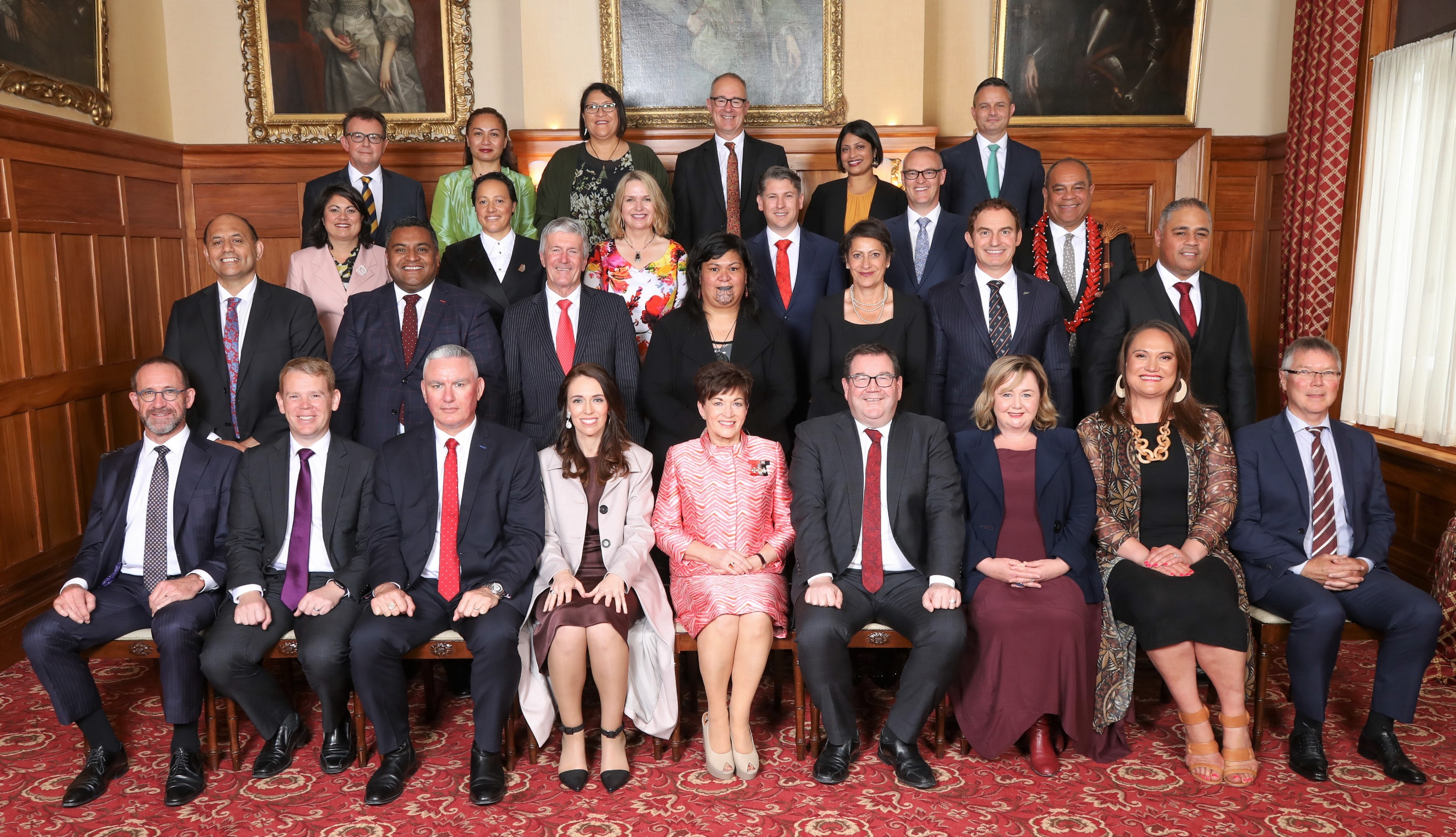
2020年時任總理傑辛達·阿德恩（前左）、時任總督帕齐·雷迪（前中）和時任副總理格蘭特·羅伯遜（前右）及其他部長的合影

現任總督是辛迪·基罗；現任內閣由工黨總理克里斯·希普金斯領導。
一些另類政治組織：
- 紐西蘭國家前線（ New Zealand national front ): 鼓吹大白人主義

## 外部連結
- Politics and Government （页面存档备份，存于） at New Zealand history Online